# Грузнов Юрій Миколайович
Юрій Миколайович Грузнов (нар. 22 лютого 1947, Чернігів, УРСР) — радянський футболіст та український тренер, виступав на позиції воротаря.

## Кар'єра гравця
Футбольну кар'єру розпочав 1965 року в дублі київського «Динамо». Того ж року зіграв 4 матчі в українській зоні класу «Б» за столичне «Динамо-2». Влітку 1966 року став гравцем чернігівської «Десни». У 1971 році виступав за хмельницьке «Динамо», а також його аматорський фарм-клуб — «Динамо-клубна». Потім повернувся до Чернігова, де виступав за аматорські клуби, в тому числі й місцевий «Хімік».

## Кар'єра тренера
По завершенні кар'єри гравця розпочав тренерську діяльність. Спочатку тренував дітей у СДЮШОР «Десна» (Чернігів). У 1990 році потрапив до тренерського штабу чернігівської «Десни», якою керував до липня 1993 року. Потім тренував білоруський «Фандок» (Бобруйськ). У жовтні 1995 року виконував обов'язки головного тренера «Кривбасу» (Кривий Ріг). У 1997 році знову працював у Білорусі, цього разу в «Гомелі». З серпня 1999 по червень 2002 року знову очолював чернігівську «Десну». У 2012 році тренував жіночий футбольний клуб «Легенда-ШВСМ» (Чернігів). 